# Elephas
Elephas é um dos dois gêneros sobreviventes da família dos elefantes, Proboscidea, com uma espécie sobrevivente, o Elefante-asiático (Elephas maximus).
Várias espécies extintas foram identificadas como pertencentes ao gênero, incluindo Elephas recki, Elephas antiquus, e os elefantes pigmeus Elephas falconeri e o Elephas cypriotes. O gênero está intimamente relacionado ao gênero de mamutes Mammuthus.

## Taxonomia
Elephas é atribuída à família dos proboscídeos Elephantidae que inclui uma espécie viva e 10 extintas:
- Elephas maximus (Elefante-asiático);[1]
  - Elephas maximus indicus (Elefante-indiano)
  - Elephas maximus maximus (Elefante-do-ceilão)
  - Elephas maximus sumatranus (Elefante-de-sumatra)
  - Elephas maximus borneensis (Elefante-pigmeu-de-bornéu)
  - †Elephas maximus rubridens (Elefante-chinês)
  - †Elephas maximus asurus (Elefante-sírio)
- †Elephas beyeri — Descrito a partir de fósseis encontrados em 1911, em Luzon, Filipinas por von Königswald;[4]
- †Elephas celebensis, Elefante-pigmeu-de-celebes — fósseis encontrados ao sul de Celebes, Filipinas por Hooijer em 1949;[5]
- Elephas ekorensis — Descrito a partir da Formação Kubi Algi, Turkana, Quênia;[3]
- †Elephas falconeri — Descrito a partir de fósseis encontrados em Malta (ilha) por Busk in 1867;[6]
- †Elephas hysudricus — Descrito a partir de fósseis encontrados em Sivalik, Índia por Falconer e Cautley, 1845;[7]
- †Elephas hysudrindicus — É um elefante fóssil do Pleistoceno de Java, Indonésia é diferente do Elephas maximus;[8]
- †Elephas iolensis
- †Elephas planifrons
- †Elephas platycephalus
- †Elephas recki;[9][10]
  - †Elephas recki atavus
  - †Elephas recki brumpti
  - †Elephas recki ileretensis
  - †Elephas recki illertensis
  - †Elephas recki recki
  - †Elephas recki shungurensis